# Уєзьдзець-Великий
Уєзьдзець-Великий (пол. Ujeździec Wielki) — село в Польщі, у гміні Тшебниця Тшебницького повіту Нижньосілезького воєводства.
Населення — 344 особи (2011).
У 1975-1998 роках село належало до Вроцлавського воєводства.

## Демографія
Демографічна структура станом на 31 березня 2011 року:
|          | Загалом | Допрацездатний вік | Працездатний вік | Постпрацездатний вік |
| -------- | ------- | ------------------ | ---------------- | -------------------- |
| Чоловіки | 157     | 30                 | 114              | 13                   |
| Жінки    | 187     | 49                 | 107              | 31                   |
| Разом    | 344     | 79                 | 221              | 44                   |